# Пођо Сант’Ерколано (Перуђа)
Пођо Сант’Ерколано је насеље у Италији у округу Перуђа, региону Умбрија.
Према процени из 2011. у насељу је живело 86 становника. Насеље се налази на надморској висини од 667 м. 